# Pseudotriphyllus vicarius
Pseudotriphyllus vicarius is een keversoort uit de familie boomzwamkevers (Mycetophagidae). De wetenschappelijke naam van de soort werd in 1913 gepubliceerd door Paul de Peyerimhoff de Fontenelle.